# دژ بلانکنهین
دژ بلانکنهین (آلمانی: Schloss Blankenhain) قلعهای بزرگ در نزدیکی کریمیتشوا واقع در زاکسن در شرق آلمان است. تاریخ بنا به سده دوازدهم میلادی باز می‌گردد. سبک معماری قلعه از نوع معماری باروک می‌باشد. پس از جنگ جهانی دوم رژیم اتحاد جماهیر شوروی دستور به نابودی قلعه داد ولی مردم محلی شجاعانه مانع این کار شدند.

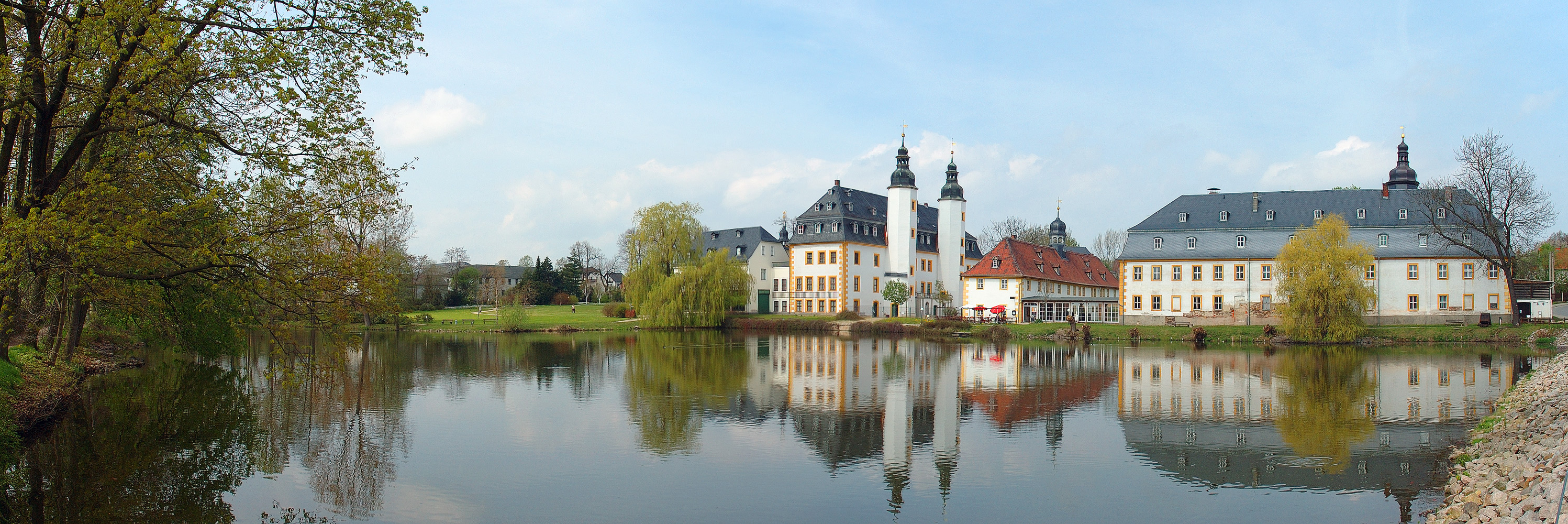
سراسرنمایی از قلعه